# Froot Loops
Froot Loops sono una linea di cereali per la prima colazione zuccherati al sapore di frutta. Sono prodotti dalla Kellogg's e venduti in molti paesi. I singoli pezzi sono a forma di anello (da cui il nome "loops", cappio) e venduti in una serie di colori sgargianti al sapore di frutta (da cui il nome "froot" per fruit, frutta). In realtà però non è presente frutta nei cereali, ne hanno solo l'aroma. Ciò ha fatto sì che i metodi di produzione si differenziassero nel Regno Unito.
La Kellogg's ha commercializzato i Froot Loops nel settembre 1962. In origine erano solo rossi, arancioni e giallo; in seguito negli anni '90 furono aggiunti anche i colori verde, viola e blu. Nel Regno Unito i Froot Loops sono solo viola, verde e arancio, in quanto scarseggiano i coloranti per il giallo, il rosso e il blu. Inoltre qui sono anche più grandi. Nonostante il marketing faccia supporre che ogni anello abbia un sapore differente, la Kellogg's ha reso noto che tutti i colori hanno lo stesso mix di aromi alla frutta

## Mascotte
Il tucano Sam è la mascotte dei Froot Loops fin dalla loro prima commercializzazione. Si tratta di un tucano blu dalle sembianze umane, il cui becco riporta i tre colori originari dei Froot Loops. Viene rappresentato come un uccello in grado di fiutare i Froot Loops da grande distanza e regolarmente riesce a scovare una tazza di cereali segreta mentre canta la canzone: "Follow my nose! For the fruity taste that shows!" (Seguite il mio naso! lui li trova sempre!) oppure "Follow my nose! It always knows!" (Seguite il mio naso! Lo sa sempre dove sono).

## Varianti
Kellog's ha prodotto numerosi varietà di alimenti industriali, tra i quali gli Snack Ums. Gli Snack Ums erano molto simili ai cereali normali, ma più grossi. Il marchio Froot Loops è stato utilizzato anche per la barretta di cereali Froot Loops.
A metà del 2012, per un periodo limitato, la Kellogg's ha messo in vendita nel mercato inglese i Froot Loops nella gamma di colori secondari (arancio, viola e verde). Infatti non si trovavano coloranti sostitutivi per il rosso, giallo e blu. Anche la ricetta era diversa dalla loro versione statunitense: al riguardo, la Kellogg's ha dichiarato che in base alla legislazione europea, non sono stati in grado di produrre  i Froot Loops con le stesse caratteristiche di quelli degli Stati Uniti. Gli ingredienti sono diversi, così come le dosi di sale e zucchero. Inoltre la versione britannica è stata prodotta con aromi e additivi naturali, a cui sono da attribuire il sapore e l'aspetto diverso. Per questa ragione i Froot Lopps inglesi sono più grandi, se paragonati a quelli statunitensi, e anche più grossolani. Nel settembre 2012 la Kellogg's ha ritirato i Froot Loops dal mercato inglese, per via di una domanda troppo scarsa. Tuttavia, almeno fino a metà 2013, i Froot Loops sono ancora venduti in tutto il Regno Unito, nonostante le differenze con il prodotto statunitense.

## Froot Loops Bloopers
Nel febbraio 2015 un'altra versione di questi cereali, chiamata Froot Loops Bloopers, è stata messa sul mercato e pubblicizzata in riferimento a Angry Birds Space.